# Straumdalstunnel
Der Straumdaltunnel (norwegisch Straumdalstunnelen) ist ein einröhriger Straßentunnel zwischen Straumdal und Reppen in der Kommune Rødøy im Fylke Nordland in Norwegen. Der Tunnel im Verlauf des Fylkesvei 17 ist 3232 Meter lang.